# Borgomezzavalle
Borgomezzavalle è un comune italiano sparso di 283 abitanti della provincia del Verbano-Cusio-Ossola in Piemonte.

## Storia
Il comune è stato istituito il 1º gennaio 2016 tramite fusione dei precedenti comuni di Seppiana e Viganella. La sede municipale è stata posta nella frazione di Seppiana.

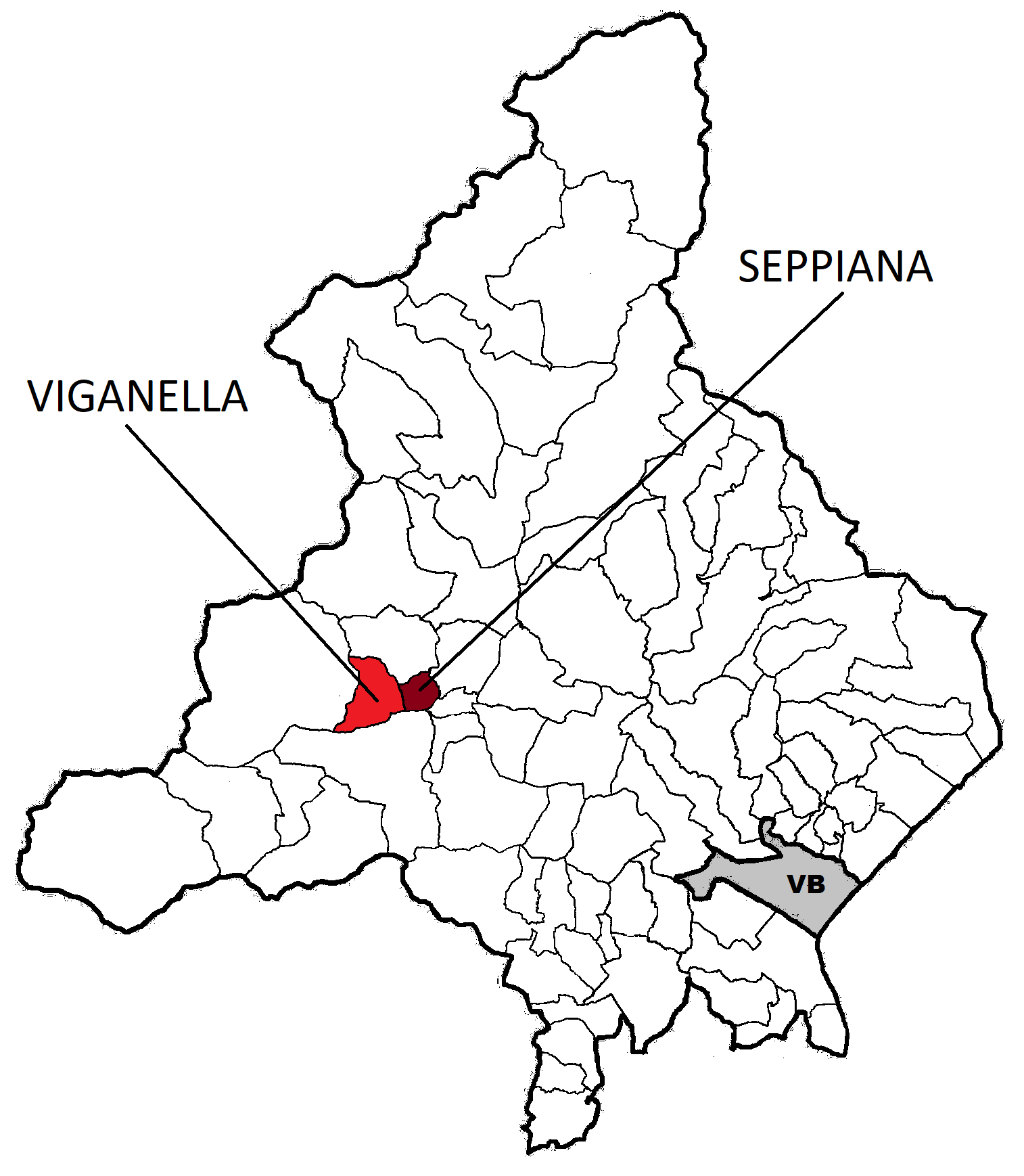
Territori degli ex comuni di Seppiana e Viganella nel nuovo comune di Borgomezzavalle

### Simboli
Lo stemma e il gonfalone del comune di Borgomezzavalle sono stati concessi con il decreto del presidente della Repubblica del 15 marzo 2018.
Il nuovo emblema riprende i medesimi elementi presenti negli stemmi dei comuni di Seppiana e di Viganella.
Il gonfalone è un drappo di bianco, con la bordatura d'azzurro.

## Geografia
Il versante della valle a sud dell'abitato di Viganella è compreso nel parco naturale dell'Alta Valle Antrona.

### Frazioni e località
Oltre ai due ex capoluoghi comunali, Seppiana e Viganella, le altre frazioni sono:
- da Seppiana: Camblione.
- da Viganella: Bordo, Cheggio, Prato, Rivera, Ruginetta.

Il comune conta anche numerose piccole località alpine:
- da Seppiana: Alpe Baldana (condivisa con Villadossola), Alpe Cascina Nova, Alpe Cima al Prà, Alpe Crotto, Alpe Mandariola Sopra, Alpe Mandariola Sotto, Alpe i Merli, Alpe San Giacomo (condivisa con Pallanzeno), Alpe Zii.
- da Viganella: Alpe Baitone, Alpe Barco, Alpe Barco Sotto, Alpe Beola, Alpe Brig, Alpe Casalaccio, Alpe Casale, Alpe Casalvera, Alpe Cavallo, Alpe Erbalunga (maggiormente in Calasca-Castiglione), Alpe Gora, Alpe Grap, Alpe Gurbegia, Alpe La Piana, Alpe Pianezzo, Alpe Piazzana, Alpe Prei, Alpe Saler.

## Società

### Evoluzione demografica
Abitanti censiti

## Amministrazione
| Periodo           | Periodo        | Primo cittadino  | Partito      | Carica                  | Note |
| ----------------- | -------------- | ---------------- | ------------ | ----------------------- | ---- |
| 1º gennaio 2016   | 6 giugno 2016  | Gaetano Losa     |              | Commissario prefettizio |      |
| 6 giugno 2016     | 24 luglio 2019 | Alberto Preioni  | Lista civica | Sindaco                 |      |
| 22 settembre 2020 | in carica      | Stefano Bellotti | Lista civica | Sindaco                 |      |